# Petit rorqual de l'Antarctique
Balaenoptera bonaerensis
Pour l’article homonyme, voir Baleine de Minke.
Espèce
Statut de conservation UICN

 NT  : Quasi menacé
Répartition géographique
Statut CITES
Le petit rorqual de l'Antarctique ou Baleine de Minke (Balaenoptera bonaerensis)  est une baleine étroitement apparentée à B. acutorostrata et qui se rencontre dans les mers et océans de l'hémisphère Sud. Cette espèce a été scientifiquement décrite en 1867. C'est une espèce qui a été abondamment chassée par la pêche baleinière japonaise, qui a dû en échange de dérogation  au moratoire sur la chasse aux cétacés (« permis spécial ») proposer des méthodes plus "humaines" de mise à mort et fournir des données scientifiques sur l'espèce, dont sur leur santé et sur les teneurs de la chair et de certains organes en métaux lourds ou organochlorés.

## Description
Balaenoptera bonaerensis mesure de 7,2 à 10,7 m pour un poids de 5,8 à 9,1 t. En moyenne les femelles mesurent un mètre de plus que les mâles. Cette espèce se nourrit principalement de krill. Les nouveau-nés mesurent de 2,4 à 2,8 m et pèsent environ 400 kg. Son dos est gris foncé et son ventre est blanc.

## Chant
Il peut émettre un son qui ressemble à celui du canard.
Ce chant répétitif, régulièrement entendu par les hydrophones placés dans les eaux froides de l'océan Austral était connu des océanographes depuis les années 1960. Mais ce n'est qu'en 2013 qu'on l'a identifié comme émis par Balaenoptera bonaerensis. Il avait d'abord été attribué à  des sous-marins, mais ils n'étaient émis qu'au printemps et en hiver, ce qui a fait évoqué un phénomène naturel saisonnier.  Des microphones posés sur deux rorquals B. bonaerensis ont pu enregistrer 32 de ces appels qui semblent généralement émis près de la surface et fréquemment juste avant une plongée de l'animal.

## État des populations
L'épaisseur de la couche de lard de mammifère marin de cette espèce, mesurée dans plusieurs secteurs de l'océan austral dans le cadre des pêches dites "scientifiques" du Japon semble en diminution, ce qui pourrait indiquer un mauvais état de santé ou une difficulté à s'alimenter (manque de krill par exemple), cette couche grasse étant considérée comme un indicateur de bonne santé chez les baleines.